# Chevrolet Avalanche
Chevrolet Avalanche (ˈɛːvɛlənt͡ʃ) — 4-дверный, 5 или 6-местный полноразмерный SUT, производимый General Motors на удлинённой базе Chevrolet Suburban и Cadillac Escalade EXT с 2001 года. Особенностью автомобиля является то, что задний ряд сидений складывается, и, таким образом, часть груза может находиться в салоне. Имеет 2 поколения: первое производилось с 2001 по 2006, а второе производится с 2006 по 2013 года.

## Первое поколение
Полноразмерный пикап Chevrolet Avalanche первого поколения выпускался в Мексике с 2001 до 2006 года. 

## Второе поколение

### Безопасность
Avalanche 2013 модельного года прошел тест NHTSA в 2011 году::
Водитель: не оценивалось
Передний удар по пассажиру: не оценивалось
Боковой удар по пассажиру: не оценивалось
Боковой удар по задним пассажирам: не оценивалось
Опрокидывание: 

## Продажи вСША
| Календарный год | Продажи |
| --------------- | ------- |
| 2001            | 52,955  |
| 2002            | 89,372  |
| 2003            | 93,482  |
| 2004            | 80,566  |
| 2005            | 63,186  |
| 2006            | 57,076  |
| 2007            | 55,550  |
| 2008            | 35,003  |
| 2009            | 16,432  |
| 2010            | 20,515  |
| 2011            | 20,088  |